# Lugenda
Lugenda – rzeka w północnym Mozambiku, przepływająca przez prowincję Niassa. Rzeka wypływa z północnej części jeziora Chiuta i płynie w kierunku północno-wschodnim aż do ujścia, znajdującego się na rzece Rovuma, w pobliżu wsi Negomano. Rzeka liczy ok. 650 km długości.